# Prisregulering og skat
Langt de fleste af de markeder, der findes i dag, er på trods af markedsøkonomien ikke uregulerede. Derfor kan udbud og efterspørgsels modellen ikke bruges uden en række modifikationer. Baggrunden for den opfattende prisregulering er omdiskuteret, men skyldes grundlæggende at køberne, har interesse i en så lav pris som muligt, mens at sælgerne har interesse i en så høj pris som muligt. Staten har desuden brug for at inddrage nogle penge, hvilket den er tvunget til at gøre gennem skatter.

## Prisloft – maksimumspris
Med et prisloft sætter regeringen en maksimumspris for en vare, som er den højeste pris udbyderne må tage for varen. For eksempel er huslejelofter en udbredt praksis, som sikrer at ingen skal bruge over en hvis størrelse af deres indkomst på bolig. 
Et prisloft er bindende, hvis det ligger under ligevægtsprisen.
Et prisloft er ikke-bindende, hvis det ligger over ligevægtsprisen.
Problemet ved et bindende prisloft er dog, at det skaber et underskud af varen. Det gør at der må træde en ny rationeringsmekanisme i kræft i form af for eksempel kø. Denne rationeringsmekanisme vil sjældent tage højde for købernes reservationspris, og selvom person A har en større nytteværdi af varen end person B, kan det altså sagtens være at person B går hjem med varen, hvilket ikke er efficient.
Størrelsen af underskuddet på varen afgøres af udbudets og efterspørgslens samlede elasticitet. Og da disse elasticiteter typisk er større på lang sigt, er varemanglen også større på lang sigt.

## Prisgulv – minimumpris
Med et prisgulv sætter regeringen en minimumspris for en vare, som en den mindste pris udbyderne må tage for varen. Dette begrænser konkurrencen mellem udbyderne, for eksempel i form af en minimumsløn som gør, at arbejderne ikke konkurrerer indbyrdes. 
En minimumspris er ikke-bindende, hvis den ligger under ligevægtsprisen.
En minimumspris er bindende, hvis den ligger over ligevægtsprisen.
En bindende minimumpris skaber et overskud af varen. Hvilke sælgere der får mulighed for at sælge deres produkt må nu afgøres af en ny mekanisme, der typisk ikke tage højde for hvem, der er de mest effektive. Det gør at for eksempel sælgere med gode kontakter tilgodeses, selvom dette ikke er efficient.

## Skatter og afgifter
Skatter og afgifter kan enten påføres køber- eller sælger siden. Hvis den påføres købersiden flytter efterspørgselskurven sig nedad. Hvis den påføres sælgersiden flytter udbudskurven sig opad. I begge tilfælde falder mængden, og overraskende nok stiger prisen for både købere og sælgere. Det fremgår af følgende figur, der er et eksempel på en skat på efterspørgselssiden, hvor købernes pris skal aflæses på den oprindelige efterspørgselskurve, mens at sælgernes pris skal aflæses på den nye efterspørgselskurve:
Dette kan også beskrives som, at der drives en skattekile indimellem udbuds- og efterspørgselskurven. 
Hvordan skattebyrden fordeles – skatteincedensen – afhænger altså ikke af hvem skatten bliver pålagt, men forholdet mellem kurvernes elasticitet. Den mindst elastiske (mest uelastiske) bærer den største del af skattebyrden. Dette kan også begrundes med, at elasticiteten er et udtryk for købernes og sælgernes mulighed for og villighed til at forlade markedet ved ændringer, der går imod deres interesser. Det er altså ikke de juridiske fordelinger, som bestemmer den økonomiske fordeling.
Konsekvensen af dette er bl.a., at skatter på luksusgoder (pelse, yachte, privatfly) ikke er så effektiv, da efterspørgslen herpå er meget elastisk.
Skatte og afgifter har også store konsekvenser for den samlede velfærd, hvilket beskrives i velfærdsteorien.
| Økonomi | Spire Denne artikel om økonomi er en spire som bør udbygges. Du er velkommen til at hjælpe Wikipedia ved at udvide den. |